# Adléta ze Schaumburg-Lippe
Adléta ze Schaumburg-Lippe (9. března 1821 Bückeburg – 30. července 1899 Itzehoe) byla rodem členkou rodu Schaumburg-Lippe a princeznou ze Schaumburg-Lippe. Sňatkem s Fridrichem Šlesvicko-Holštýnsko-Sonderbursko-Glücksburským byla švagrovou dánského krále Kristiána IX. a šlesvicko-holštýnsko-sonderbursko-glücksburskou vévodkyní.

## Rodina
Adléta se narodila jako druhá nejstarší dcera Jiřího Viléma ze Schaumburg-Lippe a Idy Waldecko-Pyrmontské. Jejím starším bratrem byl Adolf I. ze Schaumburg-Lippe.

## Manželství a potomci
Adléta se 16. října 1841 v Bückeburgu provdala za druhorozeného syna Fridricha Viléma Šlesvicko-Holštýnsko-Sonderbursko-Glücksburského a Luisy Karoliny Hesensko-Kasselské, Fridricha Šlesvicko-Holštýnsko-Sonderbursko-Glücksburského. Měla s ním pět dětí:
- 1. Augusta Šlesvicko-Holštýnsko-Sonderbursko-Glücksburská (27. 2. 1844 Kiel – 16. 9. 1932 Rotenburg an der Fulda)[2][3]
⚭ 1884 Vilém Hesensko-Philippsthalsko-Barchfeldský (3. 10. 1831 Steinfurt – 17. 1. 1890 Rotenburg an der Fulda)[4][5]

- 2. Fridrich Ferdinand Šlesvicko-Holštýnský (12. 10. 1855 Kiel – 21. 1. 1934 Przemków), vévoda šlesvicko-holštýnsko-sonderbursko-glücksburský v letech 1885–1931 a vévoda šlesvicko-holštýnský od roku 1931 až do své smrti[6][7]
⚭ 1885 Karolína Matylda Šlesvicko-Holštýnsko-Sonderbursko-Augustenburská (25. 1. 1860 Augustenborg – 20. 2. 1932 Thumby)[8][9]
- 3. Luisa Šlesvicko-Holštýnsko-Sonderbursko-Glücksburská (6. 1. 1858 Kiel – 2. 7. 1936 Marburg)[10][11]
⚭ 1891 Jiří Viktor Waldecko-Pyrmontský (14. 1. 1831 Arolsen – 12. 5. 1893 Mariánské Lázně), kníže waldecko-pyrmontský od roku 1845 až do své smrti[12][13]
- 4. Marie Vilemína Šlesvicko-Holštýnsko-Sonderbursko-Glücksburská (31. 8. 1859 – 26. 6. 1941 Itzhoe), abatyše v Itzhoe[14]
- 5. Albrecht Šlesvicko-Holštýnsko-Sonderbursko-Glücksburský (15. 3. 1863 Kiel – 23. 4. 1948 Glücksburg)
I. ⚭ 1906 Ortrud z Ysenburg-Büdingenu (15. 1. 1879 Meerholz – 28. 4. 1918 Gotha)[15]
II. ⚭ 1920 Herta z Ysenburg-Büdingenu (27. 12. 1883 Büdingen – 30. 5. 1972 Glücksburg)[16]

## Tituly a oslovení
- 9. března 1821 – 16. října 1841: Její Jasnost princezna Adléta ze Schaumburg-Lippe
- 16. října 1841 – 19. prosince 1863: Její Jasnost princezna Fridricha Šlesvicko-Holštýnsko-Sonderbursko-Glücksburského, princezna ze Schaumburg-Lippe
- 19. prosince 1863 – 24. října 1878: Její Výsost princezna Fridricha Šlesvicko-Holštýnsko-Sonderbursko-Glücksburského, princezna ze Schaumburg-Lippe
- 24. října 1878 – 27. listopadu 1885: Její Výsost šlesvicko-holštýnsko-sonderbursko-glücksburská vévodkyně, princezna ze Schaumburg-Lippe
- 27. listopadu 1885 – 30. července 1899: Její Výsost šlesvicko-holštýnsko-sonderbursko-glücksburská vévodkyně vdova, princezna ze Schaumburg-Lippe